# 上海 -支那事変後方記録-
『上海』（シャンハイ）は、1938年に公開された日本の記録映画。監督は『戦ふ兵隊』で知られる亀井文夫。東宝映画文化映画部製作。

## 概要
1937年の第二次上海事変後の上海を撮影した記録映画。『北京』『戦ふ兵隊』と並ぶ亀井の記録映画3部作の一つ。日中戦争（支那事変）の発端となった盧溝橋事件から武漢攻略までと、上海租界の記録映像などが映し出されている。 
戦意高揚を目的とした作品であったが、現地に行っていない亀井監督の巧みな編集によって「戦争の空しさをにじませる傑作」となったとも言われる。

## スタッフ
- 監督 - 亀井文夫
- 製作 - 米澤秋吉
- 撮影 - 三木茂
- 編集 - 亀井文夫
- 音楽 - 飯田信夫
- 語り - 松井翠声